# Aleksiejewo-Tuzłowka
Aleksiejewo-Tuzłowka (ros. Алексеево-Тузловка) – miejscowość (słoboda) w Rosji, w obwodzie rostowskim, w rejonie rodionowo-nieswietajskim. W 2010 liczyła 550 mieszkańców.